# 阿德萊德 (澳大利亞國會選區)
阿德萊德選區（英語：Division of Adelaide），是澳大利亞南澳大利亞州的下議院選區，包括首府阿德萊德周圍。面積75平方公里。
選區始於1903年，是工黨和右翼政黨（1944年起是自由黨）競爭的選區。2010年大選，工黨的凱特·埃利斯二度連任成功。

## 另見
- 澳大利亞聯邦下議院選舉分區